# Théodule Charles Devéria
Théodule Charles Devéria (Paris, 1er juillet 1831 - Paris, 25 janvier 1871), fils du peintre Achille Devéria, est un égyptologue français.

## Biographie
Son grand-père est le lithographe Charles Motte, qui a collaboré à l'impression de la Grammaire égyptienne de Champollion. Il est le fils de Céleste Motte et du peintre Achille Devéria.
Membre de l'Institut d'Alexandrie, il effectue diverses missions archéologiques en Égypte, collaborant avec Auguste Mariette de 1858 à 1866, l'accompagnant notamment sur les fouilles de Memphis en 1859 et visitant les salles du musée de Boulaq.

Attaché au département égyptien en 1855, puis nommé conservateur-adjoint du musée du Louvre en 1860, Devéria étudie la collection égyptienne de papyrus au Louvre durant de nombreuses années ; il a été considéré en son temps comme un expert des textes funéraires égyptiens anciens. De lui, Sir E.A. Wallis Budge a déclaré : 

« Aucun autre savant avait une telle compétence et d'aussi vastes connaissances du Livre des morts », et que sa mort était « une grande perte pour l'égyptologie »

— E.A. Wallis Budge, From Fetish to God in Ancient Egypt.
Théodule Devéria a laissé une œuvre photographique encore peu étudiée et peu exposée. Lorsqu'il accompagne Auguste Mariette en 1859 en Égypte, il réalise de nombreuses photographies (procédé négatif papier) sur des chantiers de fouille situés entre Memphis et Karnak. En 1865, il retourne en Égypte aux côtés d’Henri Péreire, Alexandre Surell et Arthur Rhoné et réalise des prises de vue selon la technique du négatif sur verre au collodion.
Son frère, Jean-Gabriel Devéria (1844-1899), était sinologue.

## Publications
- Abydos, grand temple, 1859
- Catalogue des manuscrits égyptiens écrits sur papyrus, toile, tablettes et ostraca en caractères hiéroglyphiques, hiératiques, démotiques, grecs, coptes, arabes et latins qui sont conservés au Musée égyptien du Louvre, 1872
- Château de France à Luqsor, 1859
- Fouilles exécutées à Thèbes dans l'année 1854, 1855
- Lettre à M. Cailliaud… sur un ostracon égyptien, 1861
- Notice sur quelques antiquités relatives au basalicogrammate. Thouth ou Teti, 1857
- Le Papyrus judiciaire de Turin, 1866
- Spécimen de l'interprétation des écritures de l'ancienne Égypte, 1866

## Œuvres
- Autoportrait au costume égyptien, vers 1865, aquarelle, encre et crayon noir, 31.5 x 20 cm, musée du Louvre[4]

## Galerie

Exemple d'œuvres
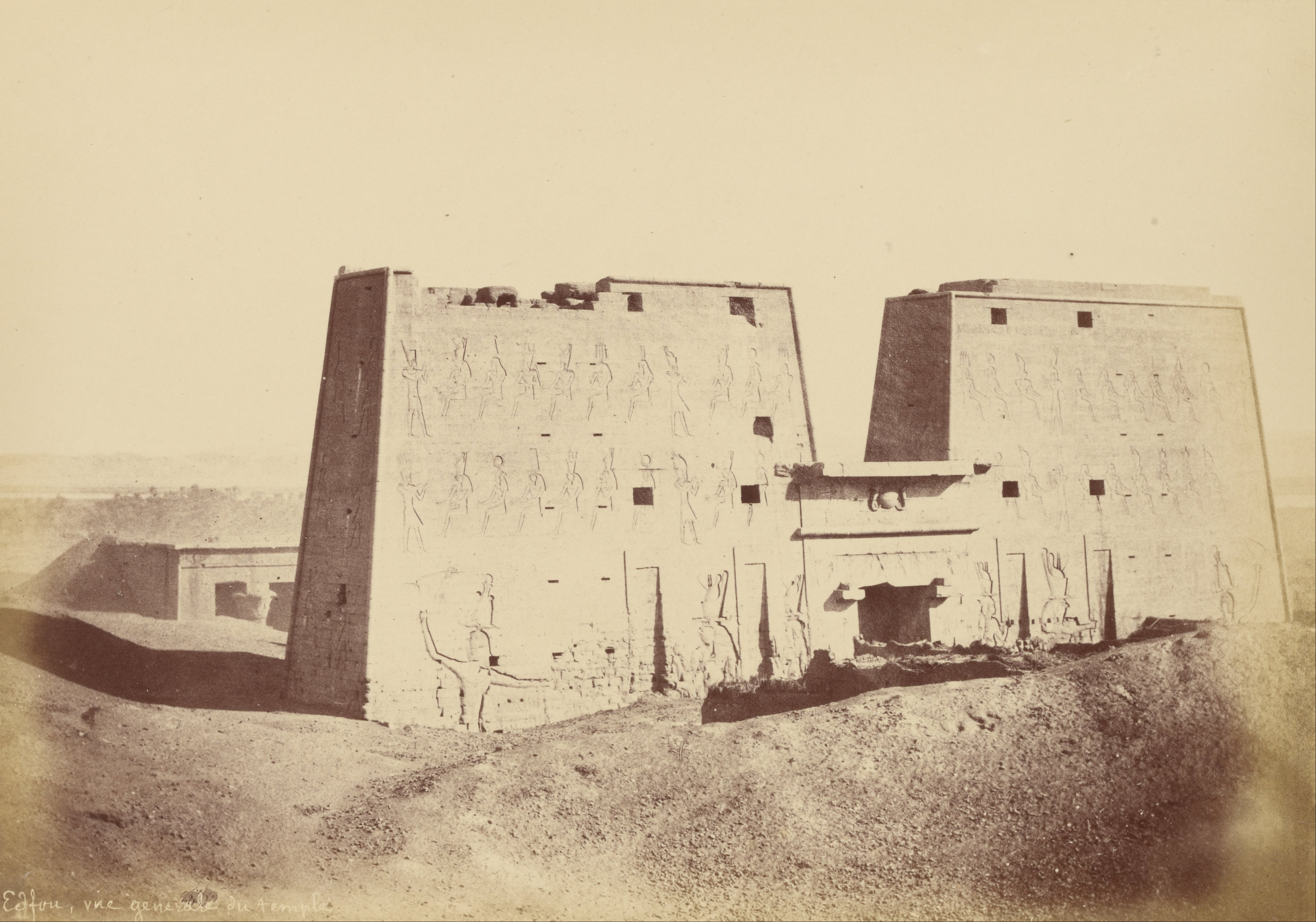
Photographie du temple d'Edfou (1859).
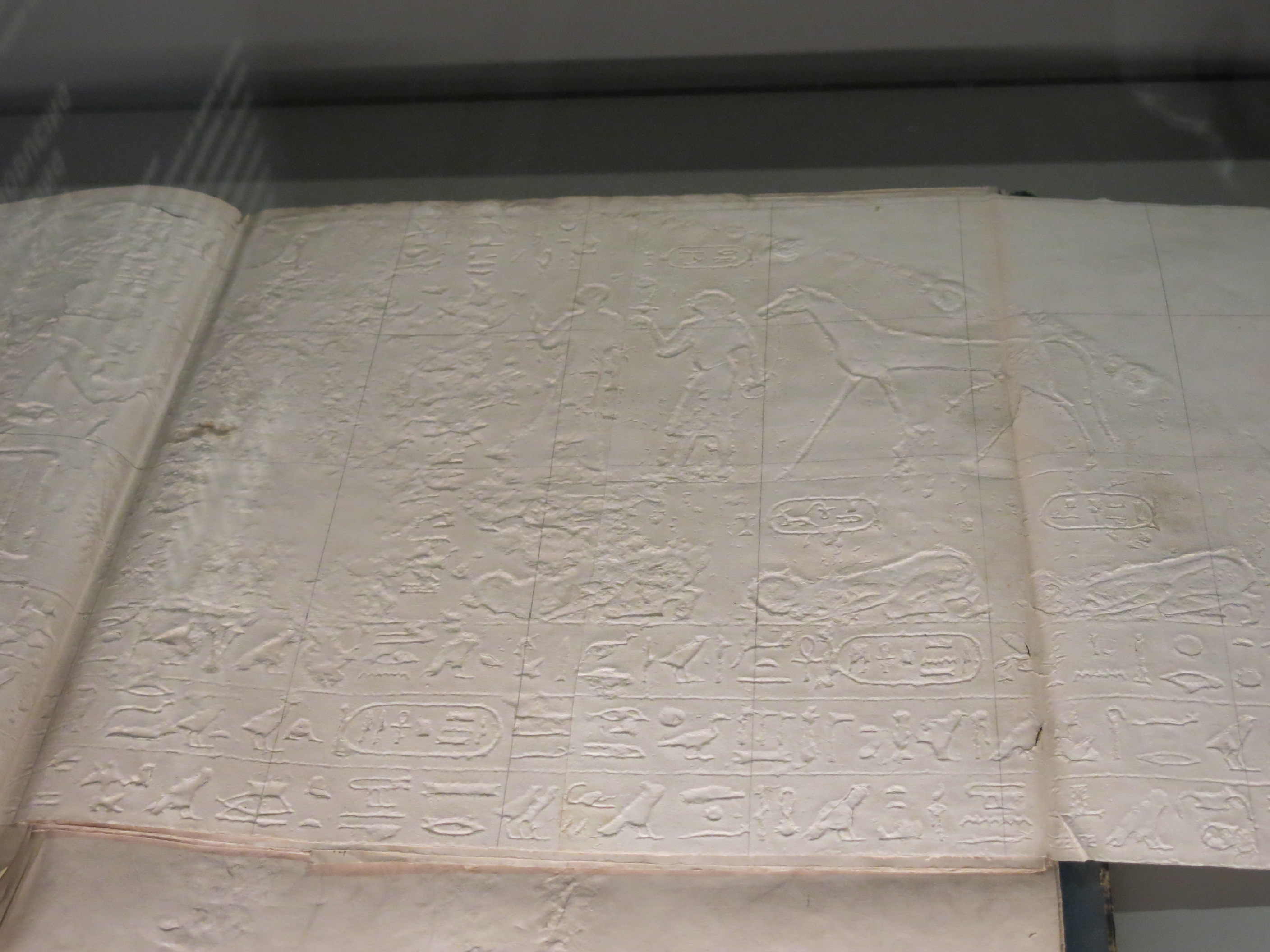
Estampage du cintre de la stèle de Piânkhy qui permit à Eugène Mariette de la déchiffrer.